# Granada incendiaria especial n.º 76
La n.º 76, conocida también como bomba A. W. y granada SIP (acrónimo de self-igniting phosphorus, fósforo autoencendible en inglés), era una granada incendiaria británica de fósforo blanco empleada durante la Segunda Guerra Mundial. 

## Historia y desarrollo
El 29 de julio de 1940, los fabricantes Albright & Wilson de Oldbury hicieron una demostración ante la Royal Air Force (RAF) de como su fósforo blanco podía emplearse para encender bombas incendiarias. La demostración consistió en el lanzamiento de botellas de vidrio que contenían una mezcla de gasolina y fósforo blanco contra trozos de madera y al interior de una cabaña. Al romperse la botella, el fósforo era expuesto al aire y se encendía espontáneamente; la gasolina también se encendía y se creaba un fuerte fuego. Por razones de seguridad, la RAF no estaba interesada en el fósforo blanco como fuente de ignición, pero la idea de una bomba incendiaria que se encendiese automáticamente atrajo la atención. Inicialmente conocida como "bomba A. W.", fue oficialmente designada como "granada No. 76", pero era más conocida como "granada SIP". Los ingredientes perfeccionados de su mezcla incendiaria eran fósforo blanco, benceno, agua y una tira de caucho de 51 mm de longitud; todos ellos dentro de una botella de 284 ml sellada con un tapón corona. Con el paso del tiempo, el caucho se disolvería lentamente y haría el contenido ligeramente pegajoso, con la mezcla separándose en dos capas - esto era intencional y la granada no debía agitarse para mezclar las capas porque solamente retrasaría su ignición. Al ser lanzada contra una superficie dura, la botella de vidrio se rompería y su contenido se encendería instantáneamente, liberando humos asfixiantes de pentóxido de fósforo y dióxido de azufre, además de producir una alta temperatura.
Se emitieron instrucciones estrictas para almacenar las granadas con seguridad, de preferencia bajo el agua y jamás en el interior de una casa. Principalmente suministrada a la Home Guard como un arma antitanque, fue producida en grandes cantidades; para agosto de 1941, se habían fabricado más de 6.000.000.
La No. 76 podía lanzarse manualmente, o con el lanzador Northover, un sencillo mortero; se necesitó un contenedor de vidrio más resistente para el segundo, con ambos tipos de munición codificados por colores.
Muchas personas eran escépticas sobre la eficacia de los cocteles Molotov y las granadas SIP contra los tanques alemanes más recientes. El diseñador de armas Stuart Macrae fue testigo de una prueba de la granada SIP en el aeródromo de Farnborough: "Había cierta preocupación sobre que, si los conductores de tanque no podían salir lo suficientemente rápido del vehículo, morirían calcinados, pero después de mirar las botellas dijeron que les darían una oportunidad". Los conductores tuvieron razón; las pruebas con modernos tanques británicos confirmaron que los cocteles Molotov y las granadas SIP "no produjeron inconveniente alguno" a los tripulantes de los tanques.
La Home Guard escondió lotes de estas granadas durante la guerra para su empleo en caso de una invasión. No todos los escondites fueron registrados oficialmente y algunos se perdieron. A veces, los escondites son descubiertos por constructores cuando excavan para instalar cimientos. En cualquier caso, las granadas No. 76 siguen siendo peligrosas y usualmente son destruidas mediante una explosión controlada.